# Комірка пам'яті
Комі́рка па́м'яті — мінімальний адресований елемент запам'ятовчого пристрою ЕОМ для зберігання 1 байта інформації. Загальне число комірок пам'яті усіх запам'ятовчих пристроїв визначає ємність пам'яті ЕОМ.
Найменша ділянка середовища-носія інформації, що дозволяє зберігати одиницю інформації, називається елементом пам'яті (ЕП).
В мікроелектроніці кожна з комірок традиційно зберігає по одному біту інформації.

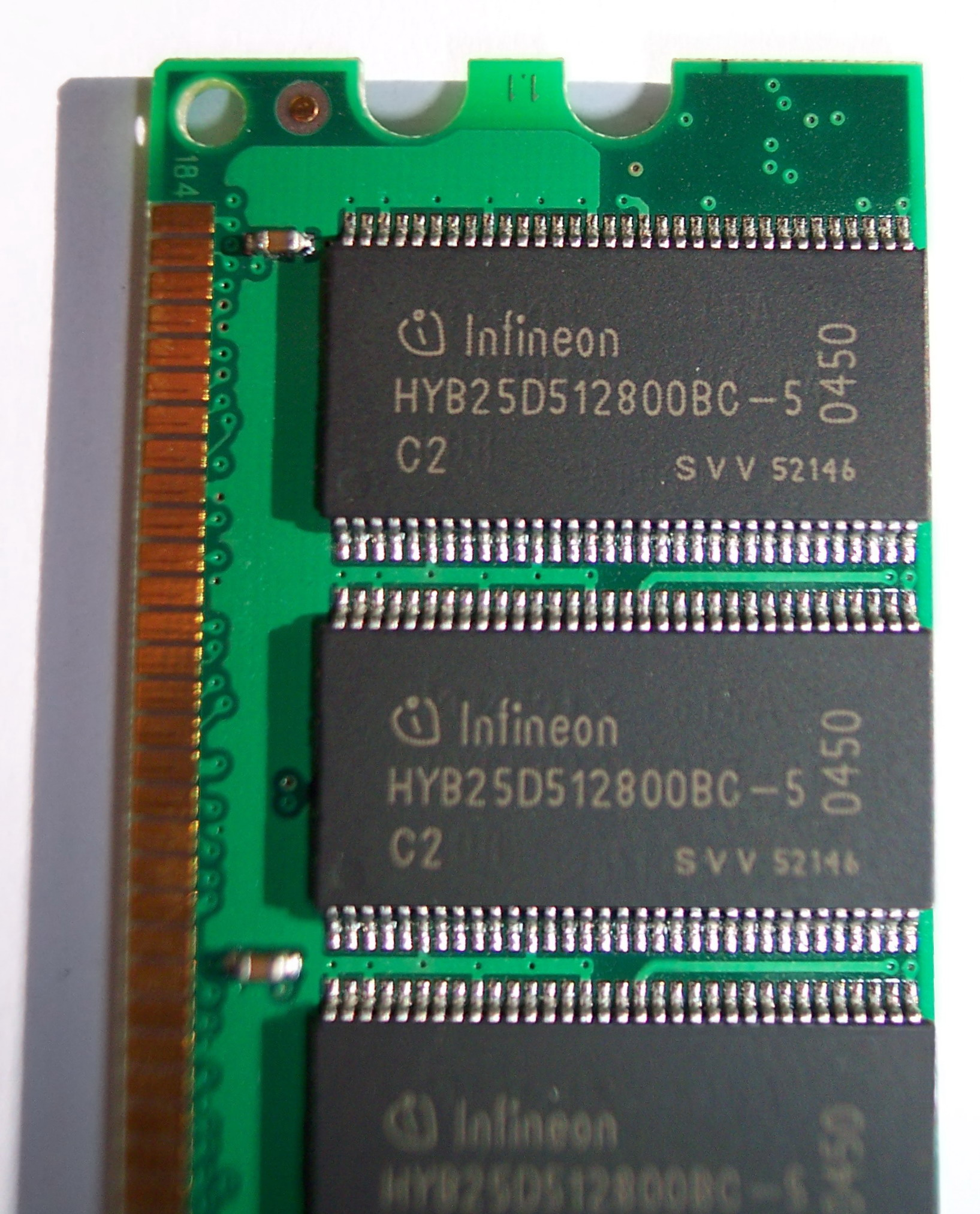
Модуль 1ГБ DDR RAM

## Загальні відомості
Комірки пам'яті можуть мати різну ємність (кількість розрядів, довжину). Сучасні запам'ятовуючі пристрої мають розмір комірки пам'яті рівним одній із ступенів двійки: 8 біт, 16 біт, 32 біта, 64 біта. У випадку, якщо загальна довжина елементів пам'яті більша за місткість комірки пам'яті, тоді дані записуються у дві або чотири сусідні комірки пам'яті.
Комірки пам'яті мають адресу (порядковий номер, число) за яким до них можуть звертатися команди процесора. Існує дві основні системи адресації пам'яті: пряма (команда процесора звертається до інформації, яка зберігається в комірці пам'яті) та непряма (команда процесора звертається до адреси комірки пам'яті, в якій зберігається інформація).
Комірки пам'яті, побудовані на напівпровідникових технологіях, можуть бути статичними (енергонезалежними), і динамічними (енергозалежними). За допомогою статичних комірок організуються пристрої ПЗП і ППЗП, за допомогою динамічних — ОЗП.
У 2019 р. у Техаському університеті створені комірки пам’яті завтовшки в один атом — так звані атомристори.